# Missió de les Nacions Unides a la República Centreafricana
La Missió de les Nacions Unides a la República Centreafricana (MINURCA) va ser una missió de pau de les Nacions Unides establerta mitjançant la Resolució 1159 el 27 de març de 1998 a la República Centreafricana. Va ser substituïda en febrer de 2000 després de la celebració de dues eleccions pacífiques, i fou substituïda per l'Oficina de Suport de la Pau de les Nacions Unides a la República Centreafricana (BONUCA).

## Història
Ange-Félix Patassé va arribar al poder l'octubre de 1993 després de les eleccions nacionals; va ser el primer president democràticament elegit de la República Centreafricana. Va heretar un govern gairebé fallit i hi va haver disturbis civils per part de funcionaris no remunerats. Els oficials militars també eren impagats, i alguns d'ells el van acusar de tracte desigual d'oficials de diferents grups ètnics. Els oficials militars descontents van intentar tres cops al 1996. També va haver-hi un saqueig general a Bangui i altres províncies i la policia va crear l'Escamot per a la Repressió del Bandolerisme, que tenia el poder d'executar criminals el dia després de la seva aprensió.
Les tropes franceses que estaven presents al país des de la seva independència van intentar restaurar l'ordre a petició del president. El desembre de 1996, Patassé va demanar als presidents de Gabon, Burkina Faso, Txad i Mali que mediessin una treva entre el govern, forces d'oposició i grups religiosos. Després d'aquest procés de mediació es van signar els acords de Bangui el gener de 1997 entre el govern, les forces rebels. Es va establir una força de manteniment de la pau anomenada Mission Interafricaine de Surveillance des Accords de Bangui (MISAB) per supervisar l'acord. Va consistir en prop de 800 soldats de Burkina Faso, Txad, Gabon, Mali, Senegal i Togo, a més del suport logístic i financer de França. Els esforços van ser rebuts pel Consell de Seguretat de les Nacions Unides amb la Resolució 1125 d'agost de 1997, que va autoritzar la presència de la força per un període de tres mesos.
Les tropes franceses van recolzar temporalment la força de manteniment de la pau després de l'escalada de la violència al juny de 1997. Tanmateix, es van retirar del país l'octubre de 1997, tancant la seva base militar a Bouar. La Resolució 1136, aprovada el novembre de 1997, va autoritzar a MISAB durant tres mesos més. La retirada de tropes franceses i els seus plans per aturar el suport logístic d'abril de 1998 van obligar el Consell de Seguretat a adoptar la Resolució 1159, que va acordar establir la Missió el 15 d'abril de 1998 per prendre el control de MISAB.

## Activitats
La força de manteniment de la pau, que va tenir 1.350 efectius, es va reunir el 15 d'abril de 1998 i era formada amb soldats de Benín, Burkina Faso, Camerun, Canadà, Txad, Costa d'Ivori, Egipte, França, Gabon, Mali, Portugal, Senegal, Togo i Tunísia. A més del personal militar, la força tenia 24 policies civils i personal civil. La força de manteniment de la pau va tenir un paper decisiu en la realització de les eleccions legislatives de finals de 1998 i les eleccions presidencials de setembre de 1999. Malgrat que el desarmament no es va esmentar explícitament en el seu mandat, MINURCA va continuar la política de MISAB d'emmagatzemar i eliminar armes dels dissidents. La Resolució 1271, aprovada a l'octubre de 1999, va prorrogar el mandat de la MINURCA fins al 15 de febrer de 2000.
Una missió civil encapçalada pel representant del secretari general, anomenada Oficina de Suport a la Consolidació de la Pau de les Nacions Unides a la República Centreafricana (BONUCA formada a partir de les inicials del seu nom en francès Bureau des Nations Unies pour la consolidation de la paix en République centrafricaine). es va fer càrrec de MINURCA el 15 de febrer de 2000. Les despeses totals realitzades per MINURCA ascendeixen a 101,3 milions de dòlars.